# День психа
«День психа» (пол. Dzień świra) — польский фильм, вышедший на экраны в 2002 году и рассказывающий об Адасе (Адаме) Мяучиньском — постоянном герое фильмов Марека Котерского, польском интеллигенте.
Некоторые сцены фильма имеют политическую подоплёку: так, по телевизору Адась смотрит парламентские дебаты (частично являющиеся его галлюцинацией), в которых несколько политиков утверждают, что их путь — единственный правильный путь. Далее, группы их сторонников пытаются отобрать друг у друга большой польский флаг, в результате чего он рвётся, и из него брызжет кровь. Сам Мяучиньский при этом корит себя за то, что переживает за проблемы страны, ведь «он-то никак не сможет их исправить».
Помимо музыки, написанной современным польским композитором Ежи Сатановским, в фильме звучит и классическая музыка Фредерика Шопена (Preludium, e-moll op. 28; Революционный этюд, c-moll op. 10; похоронный марш из Сонаты № 2, b-moll ор. 35).
Роль Мяучиньского в фильмах «Дом сумасшедших» (1985 год) и «Каждый из нас — Христос» (2006 год) исполнял Марек Кондрат. В других фильмах Котерского эту роль исполняли Войцех Высоцкий («Внутренняя жизнь», 1987 год), Цезары Пазура («Ничего смешного», 1995 год; «Айлавйу», 1999 год) и Анджей Хыра («Каждый из нас — Христос», Мяучиньский в молодости).

## Сюжет
Фильм не имеет чёткого сюжетного действия. Он представляет собой поток сознания главного героя, его философские рассуждения о себе и других людях. Главный герой фильма — Адась Мяучиньский — страдает от эмоциональной неустойчивости, раздражительности, что постоянно приводит к комичным с одной стороны, но трагичным в своей абсурдности и бессмысленности с другой конфликтам с окружающими его людьми. В жизни Мяучиньского постоянно присутствует число 7: его зарплата равна 777 злотым; он настаивает чай или кофе ровно 7 минут, после чего размешивает напиток также 7 раз; Адасю часто приходит ровно по семь газет; его возраст — 49 лет (7x7), а его матери 70 лет (7x10). В фильме очень часто используется приём гиперболы, особенно во время галлюцинаций Адася.
Каждый день Адася похож на предыдущие: он встаёт, завтракает, выполняя абсурдные ритуалы («7 горсток хлопьев, 7 глотков минеральной воды» и т. п.), глотает (повторяя это несколько раз за день) 8, а то и больше таблеток, чтобы «успокоить нервы и заставить мозг работать лучше»; идёт на нелюбимую работу школьным учителем польского языка и литературы, за которую получает нищенскую, по его мнению, зарплату, вдобавок не имея ни малейшей отдачи от своих учеников. Весь фильм он пытается написать стихотворение, но что-то — чаще всего соседи — постоянно выводит его из себя, как только он начинает. Мать главного героя совершенно не понимает его проблемы, советуя ему обратиться с ними к психиатру или хирургу. Он разведён, а его отношения со взрослеющим сыном, который, в целом, растёт таким же не приспособленным к жизни неудачником, не клеятся. Адась постоянно с кем-то ссорится, по поводу и без. Иногда он может повести себя совершенно абсурдно: например, услышав, что в магазине остался последний журнал, необходимый женщине, стоящей рядом, Адась быстро покупает его и затем сразу же выбрасывает, выйдя из магазина. Сначала всё обходится простыми перебранками, но постепенно он начинает чувствовать себя все более усталым и раздражительным, вследствие чего начинает вести себя агрессивно.
Адась пытается вырваться из обыденной жизни и отдохнуть: он решает отправиться на море. Из-за того, что в поезде его буквально бесят соседи по купе, Адась, ругаясь про себя матом, вынужден постоянно менять места. Приехав на море, он приходит на пляж, где встречает полуглухого человека, оказавшегося его соседом, и рассказывает ему о своей неудавшейся жизни, однако тот не слышит из-за шума моря ни единого слова. После этой своеобразной исповеди Адась успокаивается и пытается просто лежать, наслаждаясь тишиной, однако на пляже начинают появляться отдыхающие, злящие его, и он постепенно начинает сходить с ума: ему кажется, что он умер. Он видит людей, с которыми когда-то был знаком, или тех, кого любил, но это всего лишь сон. Проснувшись, главный герой видит, что, на самом деле, никуда не уезжал, а заснул в машине на улице, и перед ним опять предстаёт его жизнь и проблемы: к 49-ти годам все его планы и мечты больше не имеют надежды на осуществление. Его жизнь скучна и беспросветна; у него нет ни семьи, ни работы, которыми он был бы доволен. Осознание собственных неудач и просчётов молодости усугубляется чувством наступления старости. В итоге, Адась приходит домой и ложится спать, видя во сне секс с женщиной, которая была его первой любовью и с которой он до конца своих дней мечтал встретиться и «начать всё сначала, а не сбежать».

## Награды и номинации
- В 2002 году фильм получил главный приз 27-го фестиваля польского кино в городе Гдыне[3].
- В 2003 году фильм получил Польскую кинонаграду (пол. Polskie Nagrody Filmowe) в категории «Лучший сценарий», а Марек Кондрат, исполнитель главной роли, был признан лучшим актёром года[4].
- В 2005 году в совместном опросе нескольких изданий на лучший польский фильм «День психа» занял третье место, уступив лишь «Сексмиссии» и «Мишке»[5].

## В ролях
- Марек Кондрат (польск. Marek Kondrat) — Адась Мяучиньский
- Михал Котерский (пол. Michał Koterski) — Сыльвусь, сын Адася
- Янина Трачикувна (польск. Janina Traczykówna) — мать Адася
- Виолетта Арлак (польск. Violetta Arlak) — мать в поезде
- Пётр Махалица (польск. Piotr Machalica) — психоаналитик
- Ян Юревич (польск. Jan Jurewicz) — политик
- Анджей Грабовский (пол. Andrzej Grabowski) — сосед
- Божена Дыкель (польск. Bożena Dykiel) — соседка
- Дорота Хотецкая (польск. Dorota Chotecka) — владелица собаки в поезде
- Иоанна Сенкевич (пол. Joanna Sienkiewicz) — бывшая жена Адася
- Анна Горностай (польск. Anna Gornostaj) — женщина, покупающая журнал

## Ремейк в России
В 2012 году в России был снят фильм «День учителя» — режиссёр Сергей Мокрицкий приобрёл права на ремейк фильма "День психа", однако, при изменении героя и в российских реалиях сюжет был повторён лишь на 30 %, 